# Carl Ludwig Hast
Carl Ludwig Hast (* 28. Juli 1777 in Frankenberg (Eder); † 19. August 1848 in Kassel) war ein deutscher Bürgermeister und Abgeordneter.

## Leben
Hast war der Sohn des ersten Predigers der reformierten Gemeinde in Frankenberg Maternus Heinrich Hast und dessen Ehefrau Rosina Christina Dorothea geborene Riemenschneider.
Er war von 1815 bis 1822 Bürgermeister von Marburg. 1815/1816 war er Mitglied des Landtages des Kurfürstentums Hessen-Kassel. Später war er Polizeidirektor in Marburg, ab 1821 Regierungsrat und Provinzialpolizeidirektor in Kassel und später Konsistorialdirektor. Zuletzt war er in diesen Funktionen geheimer Regierungsrat in der Regierung in Kassel.
In den Jahren 1836 bis 1838 (5. und 6. Wahlperiode; für Marburg) und von 1847 bis 1848 (10. Wahlperiode; für Homberg) war er Mitglied der Kurhessischen Ständeversammlung.